# أثناسيوس فوروس
أثناسيوس فوروس (1801 – القرن العشرين) هو مبارز بالسيف يوناني راحل، مثّل بلاده في الألعاب الأولمبية الصيفية 1896.

## روابط خارجية
أثناسيوس فوروس على موقع اللجنة الأولمبية الدولية (الإنجليزية)
- أثناسيوس فوروس على موقع أوليمبيديا (الإنجليزية)